# Monte Albert Edward

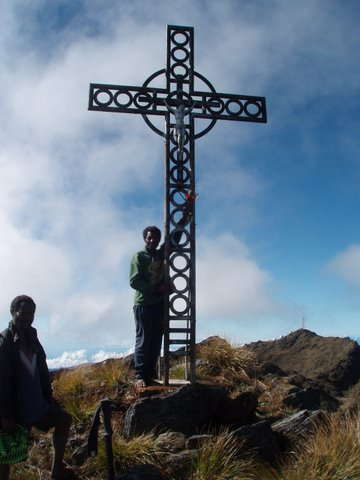
Cruz no topo do monte.

Monte Albert Edward é uma montanha de 3.990 metros de altura na Cordilheira Wharton na Província Central na Papua Nova Guiné. A montanha é constituída por dois picos de cerca de 400 metros de distância, uma cruz marca o topo do pico ocidental ligeiramente superior e uma estação de trigais marca o pico oriental. Se localiza a cerca de 120 km ao norte de Port Moresby. 

A primeira subida registrada foi em 1906 por C A W Monckton. Houve outras subidas no início do século 20, mas o primeiro relato detalhado foi feito em 1935 após uma subida de Richard Archbold e Austin L. Rand em 1933.